# Panicum buncei
Panicum buncei là một loài thực vật có hoa trong họ Hòa thảo. Loài này được F.Muell. ex Benth. mô tả khoa học đầu tiên năm 1878.